# Андеррайтинг (страхування)

## Визначення андерайтингу
Згідно з Законом України «Про особливості страхування сільськогосподарської продукції з державною підтримкою» (ст.1) м. Київ, 9 лютого 2012 року № 4391-VI андерайтинг (у страхуванні) — процес аналізу запропонованих до страхування ризиків, прийняття рішень про страхування (перестрахування) певного ризику та визначення тарифної ставки, адекватної ризику, франшизи та інших умов договору.
Проте в науковій літературі визначення андерайтингу відрізняється від законодавчо визначеного. Найбільш повне з них звучить наступним чином.
Андерайтинг (у страхуванні) — комплексна діяльність страховика з ідентифікації, аналізу, оцінки ризиків та визначення можливості страхування, вибору оптимального страхового покриття, перевірки відповідності ризиків збалансованості страхового портфеля. Здійснюється андерайтинг за допомогою різних методів на підставі великої кількості даних про ризик. Вітчизняні страховики самостійно збирають інформацію про всі попередні схожі ситуації, з'ясовують причини ризику, які зіставляють із відомостями, що є у конкретному випадку. У світовій практиці страховики формують бібліотеки договорів і страхових випадків, які служать джерелом інформації при прийнятті рішень андерайтерами.

## Андерайтер та його обов'язки
Андерайтер — це висококваліфікована й відповідальна особа страховика, уповноважена виконувати необхідні процедури з розгляду пропозицій і прийняття ризиків на страхування.
До обов'язків андерайтера входить:
- візування від імені страховика договорів страхування;
- прийом на страхування (перестрахування) запропонованих страхових ризиків;
- кваліфікація ризиків при прийнятті на страхування конкретного об'єкту або фізичної особи;
- визначення тарифних ставок та конкретних умов договору страхування;
- складання висновків про можливості (або неможливості) укладання договору страхування на певних умовах;
- формування страхового (перестрахового) портфеля.

Андерайтер зобов'язаний володіти знаннями в галузі оцінки ризиків по особистому і майновому страхуванню, знати принципи побудови страхового портфеля, юридичні аспекти страхування, бюджетування, формування страхових резервів, андерайтинг в перестрахуванні, врегулювання збитків.
У зарубіжній практиці андерайтери мають повноваження підписувати документи від імені страхової компанії. Андерайтер може поєднувати й функції сюрвейєра — представника страховика, який здійснює огляд і оцінку майна, що приймається на страхування.

## Загальні завдання андерайтингу
Загальні завдання андерайтингу полягають у визначенні:
- переліку небезпек, до яких схильний цей об'єкт страхування;
- чинників, що впливають на можливе настання страхового випадку;
- оцінки об'єкта страхування;
- ймовірності настання збитків різного розміру;
- умов страхового покриття й розміру страхових тарифів.

Основне завдання андерайтингу — відбір ризиків для формування збалансованого й рентабельного страхового портфеля компанії. Процес андерайтингу — найбільш відповідальний процес діяльності страхової компанії, оскільки саме під час його проведення формуються засади прибуткової чи збиткової діяльності.

## Види андерайтингу
У сучасній практиці андерайтинг поділяється на:
- стандартний андерайтинг для стандартних страхових продуктів (квартири, домашнє майно, автомобілі тощо);
- індивідуальний андерайтинг для складних об'єктів (великі майнові комплекси, унікальні об'єкти тощо) і об'єктів масових видів страхування, які мають відхилення у своїх характеристиках.

Андерайтинг стандартний — це комплекс заходів щодо прийняття на страхування об'єктів шляхом оцінки їх відповідності встановленим критеріям стандартності (типовим умовам), визначення умов страхування, обсягів страхового покриття і тарифів із завчасно встановлених варіантів.
Андерайтинг індивідуальний — це комплекс заходів щодо прийняття на страхування об'єкта на основі вивчення та оцінки його індивідуальних особливостей і ризиків з метою формування умов страхування, обсягу страхового покриття і тарифів.

## Процес андерайтингу
Процес андерайтингу складається з наступних етапів:
- оцінювання ризиків, притаманних об'єкту, що пропонується взяти на страхування;
- вироблення рішення про страхування об'єкта або відмову у страхуванні;
- визначення строків, умов та розміру страхового покриття;
- розрахунок розміру страхової премії;
- підготовка та подання пропозицій відповідним службам страховика за схемою перестрахування[4].